# 葉全真
葉全真（1969年9月12日—），本名趙文君，台灣女演員。

## 演藝經歷
1987年，17歲時到模特兒經紀公司打工，拍攝服裝平面廣告。一個月後遇到電影公司前來甄選電影女主角，並在2654名試鏡者中脫穎而出，演出首部電影《雪在燒》的女主角，也因背部全裸而名噪一時，此片更獲邀正式參展多倫多國際影展。 導演譚家明更以“全新開始，保持純真”取了葉全真的藝名，並沿用至今。先後在古裝片《先生騙鬼》與學生片《隔壁班的男生》演出，作品包括《七匹狼》、《鬼出嫁》、《異域2：孤軍》、《火龍風雲》、《新流星蝴蝶劍》、《中國龍》、《麻將》、《新烏龍院》、《逃學戰警》、《火燒島》及《隔壁班的男生2:同學會》，一路演出近40部電影，曾創下拍片年產量以及票房銷售最高女明星的紀錄。在電影中她走接近豔星的路線，因而受到觀眾注目。
1997年轉型拍攝電視劇，以2002年在三立台灣台的《台灣霹靂火》為電視劇代表作知名度大開晉升本土劇一姐；並陸續擔任《台灣龍捲風》、《我一定要成功》第一女主角。
2018年葉全真所主演的電視電影《必須過動》入圍金馬奇幻影展。

### 創立品牌
2005年曾與陳昭榮成立翰成數位科技公司，擔任總經理一職，該公司之前為經營手機網路短片的演藝經紀公司。之後轉型成為網路購物公司－《Yooler有樂購物網》。於2009年9月12日正式開幕，主要銷售自製品牌《A.Y.E》的美容及保養產品。葉全真擔任該公司的品牌總監，親自研發適合所有膚質使用的保養品，並稱所生產的產品為自己的小孩，包括C60富勒烯系列、Q嫩系列、梔嫩系列、抗初老系列、低敏潤效系列與草本控油系列。
2020年，葉全真已卸下總經理職務，離開該公司，結束長達15年的合作關係。

## 電影
| 年份   | 電影名稱                           | 飾演         | 導演   | 合作演員                                                                     | 備註                     |
| 1987年 | 《雪在燒》                         | 劉玉雪       | 譚家明 | 任達華、王二六、白琳                                                         | 出道第一部作品           |
| 1987年 | 《先生騙鬼》                       | 小倩         | 朱延平 | 傅娟、廖峻、曾志偉、鄭進一                                                   |                          |
| 1987年 | 《大頭兵出擊》                     |              | 朱延平 | 張小燕、廖峻、胡瓜、顧寶明、曾志偉、倪敏然                                   |                          |
| 1988年 | 《隔壁班的男生》                   | 葉全真       | 林清介 | 宋逸民、顧寶明、原森、尉庭歡、蘇麗媚                                         |                          |
| 1988年 | 《丑探七個半》                     | 小蘋         | 朱延平 | 張小燕、廖峻、顧寶明、澎恰恰                                                 |                          |
| 1988年 | 《天才小兵》                       |              | 朱延平 | 胡瓜、廖峻、鄭進一、王傑、顧寶明、沈文程                                     |                          |
| 1988年 | 隔壁班的男生2：《同學會》          | 葉全真       | 林清介 | 尉庭歡、吳帆、蘇麗媚                                                         |                          |
| 1988年 | 《大陸行》                         |              | 郭南宏 | 陳秋燕、柯俊雄、宋逸民、素珠                                                 |                          |
| 1989年 | 《1989放暑假》                     | 胡小薇       | 傅立   | 金玉嵐、徐承義、張雨生、馬萃如、胡曉菁、許淑蘋、何恭裕                       |                          |
| 1989年 | 《霹靂警花》                       | 葉曼萍       | 李作楠 | 胡慧中、林小樓、李志希、蔡政良                                               |                          |
| 1989年 | 《七匹狼》                         | 方蓉         | 朱延平 | 王傑、庹宗華、金玉嵐、馬萃如、張雨生、何恭裕                                 |                          |
| 1989年 | 《七匹狼2》                        | 方蓉         | 朱延平 | 王傑、庹宗華、金玉嵐、馬萃如、張雨生、何恭裕                                 |                          |
| 1989年 | 《青春派對》                       | 葉全真       | 林清介 | 宋達民、吳帆、尉庭歡、況明潔、黃雅珉                                         |                          |
| 1989年 | 《遊戲規則》                       | Judy         | 李祐寧 | 陳玉蓮、呂良偉、庹宗華、劉筱萍、屈中恆、龐祥林                               |                          |
| 1989年 | 《刀瘟》                           | 賴秋虹       | 葉鴻偉 | 庹宗華、蔡政良、魏少明、卓勝利                                               |                          |
| 1989年 | 《愛拼才會贏》                     | 阿美         | 朱延平 | 廖峻、葉啟田、卓勝利、陳松勇、朱慧珍                                         |                          |
| 1989年 | 《風雨操場》                       | 金鈴         | 金鰲勳 | 鄒琳琳、李興文、張世、曹蘭                                                   |                          |
| 1989年 | 《小人物》                         |              | 趙真國 | 曾志偉、張純芳、顧寶明、鄭進一、文英                                         |                          |
| 1990年 | 《鬼出嫁》                         | 玉婷         | 張志超 | 李志希、蕭紅梅、文英                                                         |                          |
| 1990年 | 《花祭》                           | 柳眉         | 朱延平 | 徐承義、柯一正、楊貴媚、鄭君平、朱家麟                                       |                          |
| 1991年 | 《火燒島》                         | 宋雅芳       | 朱延平 | 成龍、劉德華、梁家輝、洪金寶、庹宗華、柯俊雄                                 | 客串                     |
| 1991年 | 《黃袍加身》                       | 彩鳳         | 邱銘誠 | 王一正（伊正）、孫亞東、霍正奇、楊淑華、秦豪、金塗                           |                          |
| 1992年 | 《阿呆》                           | 阿妹         | 蔡揚名 | 余天、陳松勇、陸一嬋、蔡岳勳、蔡政良、慕思成、方芳                           |                          |
| 1993年 | 《白蓮神教》（白蓮邪神）           | 小蝶         | 鄭兆強 | 杜少津、袁潔瑩、計春華、李麗麗                                               | 港片                     |
| 1993年 | 《新流星蝴蝶劍》                   | 何菁         | 麥當傑 | 王祖賢、梁朝偉、庹宗華、林志穎、楊紫瓊                                       | 港片                     |
| 1993年 | 《異域2：孤軍》                    | 小紅         | 朱延平 | 梁朝偉、林志穎、吳孟達、關之琳、呂良偉、庹宗華、柯俊雄                       |                          |
| 1993年 | 《新碧血劍》                       | 溫青青       | 張海靖 | 元彪、李修賢、徐錦江、袁詠儀、吳孟達                                         | 港片                     |
| 1993年 | 晚清風雲－《武狀元鐵橋三》         | 小蝶         | 馮柏源 | 杜少津、袁潔瑩、李麗麗                                                       | 白蓮神教續集             |
| 1994年 | 《新俠客行》（港譯：壯士斷臂）     | 小蝶         | 衛翰韜 | 杜少津、袁潔瑩、趙長軍、李麗麗                                               | 白蓮神教第三集           |
| 1994年 | 《火龍風雲》                       | 映雪         | 袁和平 | 莫少聰、林青霞、吳君如                                                       |                          |
| 1994年 | 《笑林小子2：新烏龍院》            | 小紅／紅檸檬 | 朱延平 | 吳孟達、郝劭文、釋小龍、鄭少秋、張衛健                                       |                          |
| 1994年 | 《西楚霸王》（楚漢爭霸）           |              | 冼杞然 | 張豐毅、鞏俐、關之琳、呂良偉、徐錦江、吳興國                                 |                          |
| 1995年 | 《中國龍》                         | 燕子         | 朱延平 | 金城武、郝邵文、釋小龍、吳孟達、顧寶明                                       |                          |
| 1995年 | 《逃學戰警》（新紮師兄追女仔）     | 葉子         | 朱延平 | 吳奇隆、金城武、楊采妮                                                       |                          |
| 1995年 | 《新烏龍院II》（港譯：無敵反斗星） | 阿真         | 朱延平 | 釋小龍、郝劭文、吳孟達、葛民輝                                               |                          |
| 1996年 | 《麻將》                           |              | 楊德昌 | 張震、唐從聖                                                                 |                          |
| 1996年 | 《太平天國》                       |              | 吳念真 | 林正盛、江淑娜、楊宗憲、白明華                                               |                          |
| 1999年 | 《女湯》                           | 白心鈺       | 劉怡明 | 金素梅、天心、王月                                                           |                          |
| 2001年 | 《自由門神》                       |              | 王童   | 文英、陳博正、石英、蔡閨                                                     | 客串性質                 |
| 2010年 | 《拍賣春天》                       | 葉大姐       | 伍宗德 | 陳昭榮、白靈、曾國城、白冰冰、林美秀、潘安邦、賴琳恩、夏如芝、林威利、小潘潘 | 客串性質                 |
| 2011年 | 《麵引子》                         | 孫家宜       | 李祐寧 | 吳興國、耿樂、李天柱、夏靖庭、趙仕瑾、張雁名、解淑珺                         | 2011年10月14日在台灣上映 |
| 2018年 | 《新烏龍院之笑鬧江湖》             | 小紅         | 朱延平 | 吳孟達、郝劭文、宋小寶、曾志偉                                               | 客串                     |
| 2024年 | 《小雁與吳愛麗》                   | 李雅雯       | 林書宇 | 夏于喬                                                                       |                          |

## 電視劇

### 電視劇(台灣)
| 年份   | 頻道                         | 戲劇名稱                                   | 角色          |
| 1997年 | 中視                         | 《山水有相逢》                             | 林月蘭        |
| 1997年 | 華視                         | 《施公奇案》—《水中仙》                    | 江秋月        |
| 1997年 | 《單身女人－蘭姨和她的房客》 |                                            |               |
| 1998年 | 民視                         | 【星座女人系列】之巨蟹座－《鋼琴師的情人》 | 周家瑩        |
| 1999年 | 中視                         | 【女人劇場】之《框裡的女人》               | 古樺          |
| 1999年 | 【女人劇場】之《愛你無悔》   |                                            |               |
| 1999年 | 【美麗人生】之《情深到來生》 |                                            |               |
| 2000年 | 華視                         | 《珍珠衣》                                 | 李香音        |
| 2000年 | 公視                         | 【人生劇展】－《萬人情婦》                 | 趙光明        |
| 2000年 | 公視                         | 《輾轉紅蓮》                               | 許蓮花        |
| 2000年 | 《DNA-阿塗伯和他的孫子》     |                                            |               |
| 2000年 | 台視                         | 《玻璃屋裡的人》                           | 錢品譪        |
| 2001年 | 中視                         | 《貞女烈女豪放女》                         | 佟慶          |
| 2002年 | 三立台灣台                   | 《桂花巷》                                 | 高剔紅        |
| 2002年 | 三立台灣台                   | 《台灣霹靂火》                             | 方玉珊        |
| 2003年 | 台視                         | 《美夢成真》                               | 莊真真        |
| 2004年 | 三立台灣台                   | 《台灣龍捲風》                             | 方家怡        |
| 2005年 | 客家電視台                   | 【桐花劇場】－《瀰濃戀情》                 | 葉老師        |
| 2006年 | 三立台灣台                   | 《天下第一味》                             | 周佳玉        |
| 2007年 | 三立台灣台                   | 《我一定要成功》                           | 謝少芬/林秋菊 |
| 2009年 | 三立台灣台                   | 《天下父母心》                             | 孫曉菁        |
| 2011年 | 中天電視台                   | 《戀戀阿里山》                             | 陳雪          |
| 2012年 | 三立台灣台                   | 《牽手》                                   | 方凱玲        |
| 2014年 | 民視                         | 《嫁妝》                                   | 張淑惠        |
| 2017年 | 民視                         | 《春花望露》                               | 謝清華        |
| 2018年 | 公視                         | 《 你的孩子不是你的孩子-必須過動 》        | 楊鵑          |
| 2020年 | 三立台灣台                   | 《炮仔聲》                                 | 林洛詩        |
| 2021年 | 台視 三立都會台              | 《戀愛是科學》                             | 卓乃慧        |
| 2022年 | Netflix                      | 《媽，別鬧了！》                           | 葉富美        |
| 2024年 | Hami Video 中華電信MOD       | 《塑膠花》                                 | 江如芳        |
| 2026年 |                              | 《沉默的審判》                             |               |

### 電視劇(中國大陸)
| 年份   | 戲劇名稱             | 頻道             | 飾演   | 備註 |
| 2006年 | 《木棉花的春天》     |                  | 慕佩芸 |      |
| 2011年 | 《船來船往》         | 廈門衛視         |        | 客串 |
| 2011年 | 《再愛我一次》       |                  | 宋巧芳 |      |
| 2013年 | 《紅轎子》           | 湖州新聞綜合頻道 | 鞠云仙 |      |
| 待播   | 《聊斋新编之花姑子》 |                  | 甄素嬛 |      |

### 電視劇（新加坡）
| 年份   | 戲劇名稱       | 頻道           | 飾演   | 備註   |
| 2002年 | 《天使的誘惑》 | 新加坡－新傳媒 | 楊秋霞 |        |
| 2018年 | 《229明天見》  | 新加坡－新傳媒 | 黃淑君 | 女主角 |

## MV
- 1993－劉家昌《朋友》
- 1995－姜育恆《看人間》（電影中國龍片尾曲）
- 1996－趙傳《黑暗的英雄》
- 1996－辛曉琪《愛上他 不只是我的錯》
- 2003－向蕙玲《愛甲超過》
- 2025－家家《你給我的》

## 舞台劇
- 1992－《如果》（排演助理）
- 1995－《半里長城》
- 2025－《同學會！同鞋～》（6月21日-9月21日）

### 其它
- 2010－3月《SK-II美麗大使》

## 主持作品

### 電視節目
| 年份日期                 | 節目名稱                                   | 頻道       | 搭檔           | 備註                           |
| 2005年6月                | 《黃金夜總會》－台灣龍捲風感恩晚會         | 三立台灣台 | 澎恰恰         |                                |
| 2006年1月6日             | 《康永當家》                               | 中天頻道   | 蔡康永         | 代班主持人                     |
| 2006年1月23日            | 《康永當家》                               | 中天頻道   | 蔡康永         | 代班主持人                     |
| 2006年1月28日            | 《除夕夜特別節目：天長地久花開富貴慶團圓》 | 華視       | 澎恰恰、許效舜 |                                |
| 2006年1月31日            | 《康永當家》                               | 中天頻道   | 蔡康永         | 代班主持人                     |
| 2008年7月9日             | 《王牌CEO》                                | 衛視中文台 | 陳昭榮、王瞳   | 代班主持人                     |
| 2008年7月15日            | 《王牌CEO》                                | 衛視中文台 | 陳昭榮、王瞳   | 代班主持人                     |
| 2008年7月28日－2009年4月 | 《王牌CEO》                                | 衛視中文台 | 陳昭榮、侯怡君 | 主持處女作，已於2009年四月結束 |
| 2010年1月4日             | 《魔女的條件》                             | 超級電視台 | 陳昭榮         | 已播畢                         |

## 綜藝節目
- 2023年1/28 衛視中文台台視 Netflix 嗨！營業中
- 2023年4/29-5/13  東森綜合台 花甲少年趣旅行第三季

## 影視代言
- 1999－《第六感女神》
- 2000－《美麗羅塞塔》
- 2001－《國家地理頻道挪亞洪水新節目》
- 2003－《霹靂嬌娃》

## 出版作品

### 寫真集
- 1998－《豔色》

### 書籍
- 2005－《葉遊圖文集》

## 頒獎典禮

### 星光大道
- 2001－《第38屆金馬獎星光大道》。
- 2005－《第40屆金鐘獎星光大道》，搭檔：陳昭榮。
- 2010－《第16屆新加坡紅星大獎2010星光大道》，搭檔：李四端、林秀玲。
- 2015－《第50屆金鐘獎星光大道》，搭檔：陳昭榮。[4]

### 典禮頒獎人
| 年份日期       | 典 禮名稱                    | 頻道        | 搭檔   | 備註                                          |
| 1988年         | 《第25屆金馬獎》             |             | 午馬   | 擔任最佳男配角獎頒獎人                        |
| 1990年         | 《第27屆金馬獎》             |             | 楊慶煌 | 擔任最佳紀實報導片和劇情片攝影獎頒獎人        |
| 1991年         | 《第36屆亞太影展》           |             | 林秀玲 | 擔任最佳錄音獎頒獎人                          |
| 1994年         | 《第31屆金馬獎》             |             | 梁朝偉 | 擔任最佳美術設計和最佳造型設計獎頒獎人        |
| 2005年11月12日 | 《第40屆金鐘獎》             | 東森綜合台  | 陳昭榮 | 擔任戲劇類編劇獎、戲劇節目獎頒獎人。21:34上台 |
| 2010年4月25日  | 《第16屆新加坡紅星大獎2010》 | 新傳媒8頻道 | 林秀玲 | 擔任最佳男配角獎、最佳女配角獎頒獎人          |
| 2015年9月27日  | 《第50屆金鐘獎》             | 中視        | 陳昭榮 | 擔任迷你劇集導演獎、迷你劇集獎頒獎人          |
| 2018年10月6日  | 《第53屆金鐘獎》             |             |        | 擔任終身成就獎引言人                          |

## 公益活動
- 1999年10月18日－《為921地震街頭募款》
- 2000年－《為愛犬植晶片》宣導活動
- 2004年4月24日－《勞斯丹頓－慈善義賣活動》（世界展望會）
- 2005年1月15日－《明天過後，一萬個希望》送愛心到南亞募款晚會
- 2006年3月21日－《大甲媽育幼院榮譽院長》
- 2006年8月31日－《愛心106，1起關心0到6》愛心義賣活動，關懷心路發展遲緩兒

## 爭議事件
2015年農曆春節前被直擊，身為老闆的她尾牙結束後，喝了不少酒竟然還開車載員工回家。葉全真事後說很抱歉，她做了最壞示範，不過說只有抿一下沒喝太多，以後會注意喝酒絕對不再開車。

## 外部連結
- 葉全真Elsie Yeh的Facebook專頁
- 葉全真的Instagram帳戶
- 葉全真的新浪微博